# Xenoplatyura autumna
Xenoplatyura autumna är en tvåvingeart som beskrevs av Chandler 1994. Xenoplatyura autumna ingår i släktet Xenoplatyura och familjen platthornsmyggor.
Artens utbredningsområde är Israel. Inga underarter finns listade i Catalogue of Life.